# Мечеть Сапармурата-хаджи
Мечеть Сапармурата Хаджи (туркм. Saparmyrat Hajy metjidi) — мечеть в городе Гёкдепе (ранее Геок-Тепе) в Туркменистане. Воздвигнута в память о воинах-защитниках Геоктепинской крепости. Мечеть имеет четыре минарета.

## История

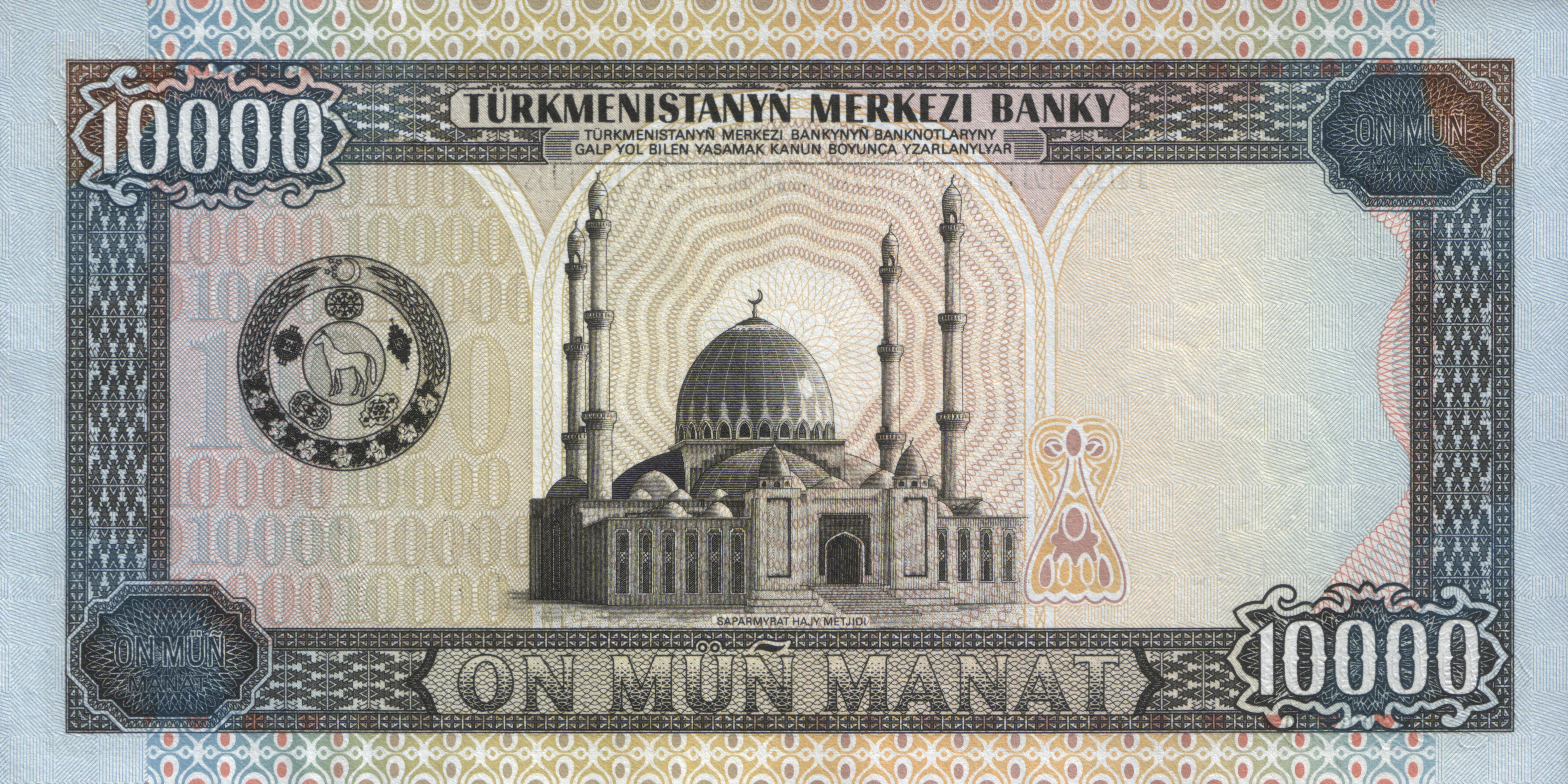
Изображение мечети на туркменских манатах

Проект разработал ашхабадский архитектор Какаджан Дурдыев. Мечеть была открыта в 1995 году, и названа в честь Президента Туркменистана Сапармурата Ниязова. Мечеть была построена французской компанией Bouygues за один год.
В 2008 году мечеть реконструировала турецкая фирма «SUR Turizm Insaat Tijaret ve sanayi LTD STI». Подрядчик провёл проектирование и строительство комплекса помещений для совершения обряда «садака» на 1000 мест и здания музея с благоустройством прилегающей территории. Стоимость реконструкции — 34 млн долларов США.